# Весёлая Роща (Бижбулякский район)
Весёлая Ро́ща (баш. Весёлая Роща ) — упразднённая в 2005 году деревня Кенгер-Менеузовского сельсовета Бижбулякского района Республики Башкортостан.

## География
Находился на юго-западе Башкортостана в южной части Бугульминско-Белебеевской возвышенности, вблизи реки Кенгер.

### Географическое положение
Расстояние до (на 1 января 1969):
- районного центра (Бижбуляк): 13 км,
- центра сельсовета (Кенгер-Менеуз): 5 км,
- ближайшей ж/д станции (Аксеново): 30 км.

## История
Название по названию местности Весёлая Роща .
На основании закон «О внесении изменений в административно-территориальное устройство Республики Башкортостан в связи с образованием, объединением, упразднением и изменением статуса населённых пунктов, переносом административных центров» от 20 июля 2005 года № 211-з деревня была упразднена.

## Население
На 1 января 1969 года проживали 71 человек; преимущественно русские.